# Eduardo González Palmer
Eduardo González Pálmer (Maravatío, Michoacán, México, 22 de agosto de 1934 - 21 de febrero de 2022) fue un futbolista mexicano. Jugó de delantero con los clubes América y Atlante de la Primera División de México.

## Trayectoria
Palmer, estudiaba en el Colegio Fray Juan de Zumárraga, cuando fue elegido entre cientos de jóvenes, para integrarse a las fuerzas inferiores del club azulcrema, fue un novato que jugando en el cuadro juvenil de los Cremas acaparó la atención por sus habilidades como delantero; en 13 juegos hizo 73 goles. Debutó en el campeonato de liga 1951-52, el 22 de julio de 1951 en el Estadio Olímpico de la Ciudad de los Deportes, en partido correspondiente a la jornada uno enfrentando al Oro.
Marcó su primer tanto el 5 de agosto frente al Puebla (minuto 13) en la derrota 1-4 de su equipo. Durante esa primera campaña solo disputó 10 encuentros, anotando 6 goles. En los años siguientes, y aun con la llegada de delanteros extranjeros, se consolidó como centro delantero titular en el conjunto crema, liderando la ofensiva del club en siete de las once campañas que jugó; (cantidad solo igualada por Cuauhtémoc Blanco y Salvador Cabañas) llegando a anotar 102 goles en todas las competencias con el equipo capitalino, siendo el segundo jugador en rebasar el centenar de goles (después de Octavio Vial), incluidos noventa goles en torneos de liga.
Uno de los momentos más trascendentes de su carrera ocurrió en la gran final de la Copa México 1953-54; el 12 de mayo de 1954 en la cancha del Estadio Olímpico de la Ciudad de los Deportes. Tras tres tiempos extra y 140 minutos después (luego de empatar a 0 en tiempo reglamentario, y a 1 en el extra; gol americanista de J. Santiago), y con todo el agotamiento físico que esto implica, el reglamento no dictamino más recurso que los penaltis. Fueron series de tres disparos por equipo, ejecutados por el mismo jugador, Juan Bigoton Jasso por Chivas y Emilio Fizel por los Cremas. Sin embargo a raíz de la expulsión del portero Camacho, se improvisó a Eduardo González Palmer como portero, y el goleador se convirtió en la figura al atajar uno de los disparos de Jasso, en tanto que Fizel no falló ningún disparo. América se coronó campeón de la Copa México por primera vez desde 1937-38.
En la campaña 1958-59 conquistó el título de goleo individual al anotar 25 de los 52 goles producidos por el equipo en el certamen y con una media goleadora de 0.96 goles por juego. Abandonó al equipo americanista al final de la campaña 1961-62, solo para disputar un torneo más con Atlante, donde anotó dos goles antes de retirarse.

## Palmarés

### Títulos nacionales
| Título               | Club    | País   | Año     |
| -------------------- | ------- | ------ | ------- |
| Copa México          | América | México | 1953-54 |
| Copa México          | América | México | 1954-55 |
| Campeón de Campeones | América | México | 1954-55 |

### Distinciones individuales
| Distinción                                                        | Año     |
| ----------------------------------------------------------------- | ------- |
| Campeón de goleo individual de la Primera División de México (25) | 1958-59 |